# Pavel Globa

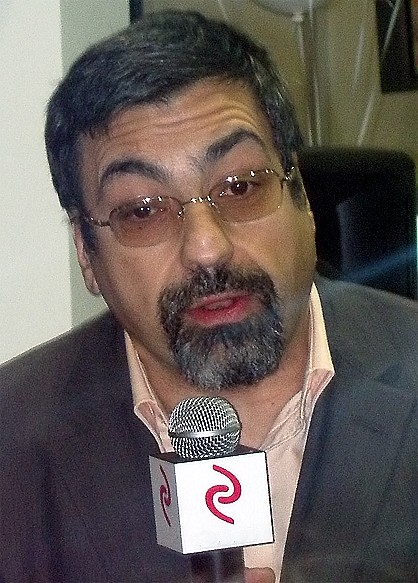

Pavel Globa (16 de julio de 1953, Moscú), es un astrólogo soviético y ruso.

## Biografía
Nacido el 16 de julio de 1953 en Moscú, según el horóscopo chino de la serpiente y en el zodíaco de cáncer.
De 1982 a 1984 trabajó en los archivos de la ciudad de Moscú. De 1983 a 1984, trabajó como vigilante nocturno. Desde 1982 - el astrólogo Pavel Globa fue director del Centro. Desde 1998 hasta 2008 dirigió el programa "Global News" en TNT. En 2011, regresó al canal de transmisión "¿Dónde y quiénes" titulado "Perspectiva Mundial", pero pronto se cerró de nuevo. Ahora dirige en la radio FM retro. Es rector del Instituto Astrológico, Presidente Honorario de la Asociación Avestan bielorruso republicano.

## Vida personal
Tuvo cuatro esposas oficiales. Su más famosa esposa era la astróloga Tamara Globa.